# Uppsala Hockeyklubb
Uppsala Hockeyklubb, Uppsala HK, var en tidig bandyklubb i Uppsala i Sverige. Begreppet "hockey" syftar här på en dåtida parallell benämning för bandy, och inte ishockey eller landhockey. Klubben vann bandyturneringen vid Nordiska spelen 1901 och 1905. Bland klubbens spelare fanns Sune Almkvist, senare ordförande för Svenska Bandyförbundet.
Klubben upphörde genom att den 1907 gick upp i IFK Uppsala.

### Fotnoter
1. 1 2  ”Nordiska spelen”. Bandytipsets arkiv. http://www.oocities.org/~bandytips/Kalenderbiteri/Svetab/NS.html. Läst 16 mars 2015.
2. ↑  ”Hvar 8 dag, N:o 22. Den 2 Mars 1902”. https://runeberg.org/hvar8dag/3/2207.html. Läst 16 mars 2015.